# Guía del viajero en Pamplona
La Guía del viajero en Pamplona es una obra de Mariano Arigita Lasa, firmada con el seudónimo de «Fernando de Alvarado» y publicada por primera vez en 1904.

## Descripción
La obra, dedicada «en prenda de cariño» al doctor en medicina y cirugía Ricardo Ascunce y Juvera, aporta datos sobre la ciudad de Pamplona, actual capital de la Comunidad Foral de Navarra, y salió en 1904 del establecimiento tipográfico de Fortanet, sito en la madrileña calle de la Libertad. Recorre en menos de cien páginas y en el siguiente orden las «plazas, calles, paseos jardines y fuentes», «establecimientos eclesiásticos», «instrucción pública», «beneficencia y caridad», «edificios públicos», «otros edificios», «edificios militares» y las «afueras de Pamplona». La guía se vendía por peseta y media tanto en Pamplona, en la imprenta y librería de Joaquín Lorda, de la calle Chapitela, como en Madrid, en la librería que D. M. Murillo regentaba en el número 7 de la calle de Alcalá.